# Под пологом пьяного леса
«Под пологом пьяного леса» (англ. The Drunken Forest) — книга писателя Джеральда Даррелла, написанная им во время его первой экспедиции в Аргентину и Парагвай в 1953—1954 годах. Впервые книга была опубликована в 1956 году под названием The Drunken Forest. На русском языке впервые вышла в 1963 году в издательстве Географгиз в переводе И. М. Лившина.
В книге Джеральд Даррелл описал свою экспедицию, направленную на сбор информации о животных, обитающих в Южной Америке. Он ездил по пампе в Аргентине и Парагвае, в восточных предгорьях Анд и на юге Атлантического побережья, в поисках животных.
Много строк посвящено супруге Джеральда Джеки Даррелл, которая первый раз отправилась с мужем в экспедицию за животными. Даррелл шутливо, со своим фирменным юмором, описывает забавные (и не очень) происшествия с Джеки. 
Окончание экспедиции в Чако (Парагвай) совпало с беспорядками в Асунсьоне, и Дарреллу пришлось выпустить на волю большую часть собранных животных, потому что исчезла возможность организовать их перевозку по железной дороге к побережью. Многие из зверей и птиц уже стали ручными, к большинству из них Дарреллы успели искренне привязаться, и сцена прощания с животными описана очень драматично. Животные и птицы продолжали сидеть возле открытых клеток, старались залезть внутрь и ждали, когда их будут кормить.
Среди второстепенных персонажей книги - Бебита Ферейра, подруга Ларри, старшего брата Даррелла, который и порекомендовал обратиться к ней за помощью. Бебита описана ослепительной красавицей, для которой нет неразрешимых задач. Она пользуется своим обаянием и широким кругом знакомств и моментально организует размещение животных в доме на одной из престижных улиц Буэнос-Айреса (с чем не смог справиться представитель Британского посольства), сбивает цену на птиц на птичьем рынке, нейтрализует возмущение таксиста, отказавшегося везти их, и вообще оказывает Дарреллам помощь и поддержку. 
Еще один персонаж книги - Паула, хозяйка дома в Чако, в котором поселились члены экспедиции. Паула оказалась (по совместительству) владелицей дома свиданий и это обыгрывается в нескольких сценах. 
Описанные события идут в такой последовательности, что имеется связь между этой и ещё одной книгой Даррелла — Земля шорохов (англ. The Whispering Land).